# ایسوف سانو
ایسوف سانو (انگلیسی: Issouf Sanou؛ زادهٔ ۱۸ ژانویهٔ ۱۹۷۹) بازیکن فوتبال اهل بورکینافاسو بود.
از باشگاه‌هایی که در آن بازی کرده است می‌توان به باشگاه فوتبال الرجا کازابلانکا اشاره کرد.
وی همچنین در تیم ملی فوتبال بورکینافاسو بازی کرده است.